# Joerstadia aliena
Joerstadia aliena är en svampart som först beskrevs av Syd. & P. Syd., och fick sitt nu gällande namn av Gjaerum & Cummins 1982. Joerstadia aliena ingår i släktet Joerstadia och familjen Phragmidiaceae.   Inga underarter finns listade i Catalogue of Life.